# Ribautodelphax fanari
Ribautodelphax fanari är en insektsart som beskrevs av Asche, Drosopoulos och Hoch 1986. Ribautodelphax fanari ingår i släktet Ribautodelphax och familjen sporrstritar. Inga underarter finns listade i Catalogue of Life.